# ANS–1
ANS–1 (Astronomische Nederlandse Satellite) az első holland űreszköz, csillagászati műhold.

## Küldetés
Feladata az ionoszféra ultraibolya és röntgensugárzásának vizsgálata.

## Jellemzői
A műholda a Philips,  Fokker és a Nemzeti Repülésügyi Intézett tervezte és építette. A kutatási programot, a műszereit biztosították: Kapteyn -laboratórium – Groningeni Egyetem; lágy röntgendetektor – Utrechti Egyetem; kemény röntgendetektor – USA Ball Aerospace.
Megnevezései: ANS–1; COSPAR: 1974-070A; Kódszáma: 7424.
1974. augusztus 30-án a Vandenberg légitámaszpontról, az LC–5 (LC–Launch Complex) jelű indítóállványról egy Scout D1 (S189C) hordozórakétával állították alacsony Föld körüli pályára (LEO = Low-Earth Orbit). Az orbitális pályája 90,10 perces, 98 fokos hajlásszögű, elliptikus pálya perigeuma 250 kilométer, az apogeuma 1100 kilométer volt.
Mágnesesen stabilizált műhold. Hossza 123 cm, tömege 129 kilogramm. Szolgálati idejét 6 hónapra tervezték, 1976. április 27-ig szolgált. A fedélzeti számítógépet a Földről irányították. Pályára állításának hibáját az újraprogramozható számítógéppel korrigálták. Működési ideje alatt 12 óránként vezérlési adatfeltöltés történt.
Az űreszközhöz mozgatható napelemeket rögzítettek (hossza 73, szélessége 63 centiméter), éjszakai (földárnyék) energiaellátását kémiai akkumulátorok biztosították.
Műszerezettsége
1. kemény röntgendetektor (2–40 keV),
2. lágy röntgendetektor (0,2–3,5 nm),
3. UV teleszkóp (150–330 nm),
4. röntgentávcső (4,4–5,5 nm)

1977. június 14-én 1018 nap (2,79 év) után belépett a légkörbe és megsemmisült.

## Külső hivatkozások
- ANS–1. lib.cas.cz. [2013. október 13-i dátummal az eredetiből archiválva]. (Hozzáférés: 2014. április 7.)*ANS–1. nasa.gov. (Hozzáférés: 2014. április 7.)
- ANS–1. astronautix.com. (Hozzáférés: 2014. április 7.)